# 당일치기여행
당일치기여행이란 여행을 하는 여행자가 자신이 여행하는 장소에서 숙박을 하지않고 하루만에 여행하는 것을 의미한다.

## 설명
당일치기여행은 여행자 자신이 거주하는 지역에서 근접한 지역을 여행하는 단기여행이 대부분을 차지하며 자신이 거주하는 지역에서 먼 지역을 여행하는 장기여행을 하는 경우는 그에 비해 드문 편이다. 당일치기여행을 할 때엔 여행자는 자신이 여행하는 지역의 날씨를 숙지할 필요가 있으며 그지역의 관광지까지 전부 숙지해둘 필요가 있다. 일반적으로 관광지에서 몇박을 머무르는 여행에 비하면 여행시 지불하는 비용이 낮은 편이다. 당일치기여행의 경우는 해외여행보단 국내여행을 하는 경우가 많다.

## 같이 보기
- 여행
- 관광
- Day Tripper
- 보조 교통수단
- 스테이케이션